# Gromphadorhina portentosa
La cucaracha gigante de Madagascar o cucaracha silbadora (Gromphadorhina portentosa) es una especie de insecto blatodeo de la familia Blaberidae. Es una de las mayores cucarachas, alcanzando una longitud de 5 a 7,6 cm en la madurez. Proceden de la isla de Madagascar, frente a la costa africana, donde pueden encontrarse en troncos putrefactos.

## Características
A diferencia de la mayoría de las cucarachas, carecen de alas (aunque esto también sucede con otras cucarachas moradoras de la madera). Son excelentes escaladoras y pueden trepar fácilmente por el cristal pulido. Los machos pueden distinguirse de las hembras por sus antenas más gruesas y más peludas y por sus pronunciados "cuernos" en el pronoto. Las hembras llevan la ooteca (caja de huevos) internamente, y sueltan a las jóvenes ninfas sólo después de que los huevos hayan eclosionado. Como sucede con otras cucarachas de la madera, los padres y la prole permanecen frecuentemente en íntimo contacto físico durante largos períodos de tiempo. En cautividad, estos insectos pueden vivir 5 años. Se alimentan principalmente de diversos tipos de material vegetal.

## Siseo
La cucaracha gigante de Madagascar se ha convertido en una popular mascota debido a su sonido siseante, su gran tamaño y su aspecto. Su apodo, "cucaracha siseante", se debe a su habilidad para forzar el aire a través de los poros respiratorios (espiráculos) localizados en su abdomen.
La cucaracha gigante de Madagascar se cree que constituye el único insecto que puede sisear de esta manera particular, ya que la mayoría de los insectos que producen sonidos "siseantes" lo hacen frotando entre sí varias partes de su cuerpo (algunos escarabajos longicornios, p. ej., el escarabajo longicornio gigante de Fiyi (Xixuthrus heros), pueden extraer aire fuera de sus élitros, pero esto no implica a los espiráculos). El siseo presenta dos formas: el siseo de alboroto (disturbance hiss) y el siseo de lucha (fighting hiss). Todas las cucarachas a partir del cuarto Estadio (cuarto ciclo de muda) y superiores son capaces de producir siseo de alboroto. Sólo los machos utilizan el siseo de lucha; lo usan cuando son desafiados por otros machos. Este enfrentamiento acaba con uno de los machos retirándose y abandonando la lucha. Los machos sisean más frecuentemente que las hembras.

## Comensales
La especie de ácaro Gromphadorholaelaps schaeferi vive sobre esta especie de cucaracha, y comparte la comida de su huésped. Técnicamente, ya que estos ácaros no dañan ni molestan significativamente a las cucarachas sobre las que viven, son comensales, no parásitos.

## Cultura popular
Se ha convertido en un insecto popular en las películas de Hollywood, ocupando un papel destacado en Bug (1975) (El bicho, en España), como cucarachas que podían producir incendios frotando mutuamente sus patas, y en Damnation Alley (1977) (Callejón mortal en España), como cucarachas mutantes blindadas asesinas tras una guerra nuclear. También, en Team America: World police (Team América: la policía del mundo en España), una comedia de 2004, una cucaracha gigante de Madagascar emerge del cuerpo de Kim Jong-il tras su muerte, entra en una diminuta nave espacial, y se marcha volando. En el telefilme They nest (2000) (Están dentro en España) aparece representando al "insecto armadillo de África", una especie ficticia de cucarachas gigantes mortales para el ser humano. También aparecieron ejemplares de la especie en la película Hombres de negro, de 1997.
Cucarachas gigantes de Madagascar incrustadas con cristales de Swarovski se han usado como collares y broches, con un coste de alrededor de 850 dólares la pieza. También se han usado como conductor de un robot móvil controlado por una cucaracha y en la serie de telerrealidad Fear Factor.
En septiembre de 2006, el parque recreativo Six Flags Great America anunció que garantizaría privilegios ilimitados de uso de sus atracciones para todo aquel que pudiese comerse una cucaracha gigante de Madagascar viva como parte de un Festival del Miedo (FrightFest) durante las vísperas de Halloween. Además, si un participante se las arreglaba para batir el récord anterior (comiéndose 36 cucarachas en 1 minuto), éste recibiría pases de temporada para cuatro personas durante la temporada de 2007. Se trata de una marca difícil de romper, ya que las cucarachas crudas contienen una débil neurotoxina que entumece la boca y hace difícil tragarlas. La promoción empezó el 7 de octubre de 2006 y acabó el 29 de octubre del mismo año.
En el videoclip de "Yonkers" del rapero estadounidense Tyler, The Creator come una cucaracha de esta especie. La acción, ante la rareza del acto, ayudo a catapultar al cantante al éxito por el morbo causado en los espectadores.

## Mascotas

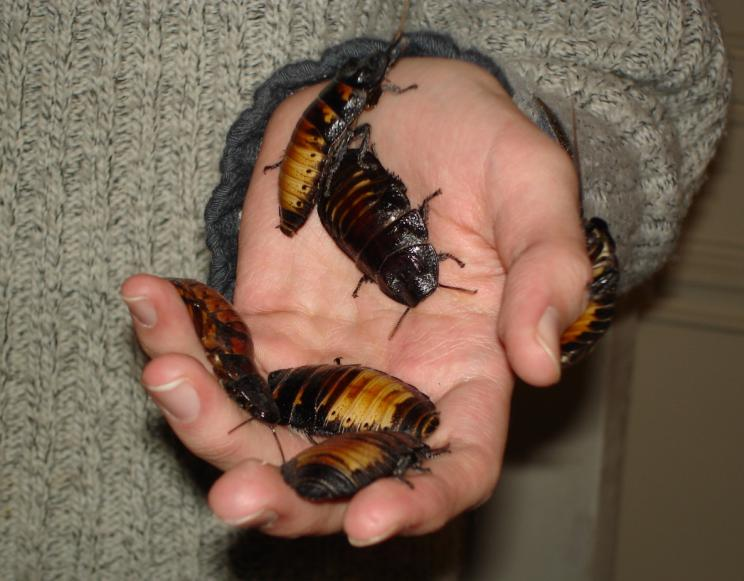
Cucarachas silbadoras mantenidas como mascotas

Las cucarachas gigantes de Madagascar también se usan como mascotas. Carecen de alas y por lo tanto son incapaces de volar como ocurre con otras especies de cucarachas, aunque pueden escapar de cualquier recinto que no sea completamente seguro. No son agresivas y no muerden; son totalmente inofensivas para los humanos. Se esconden cuando se las molesta. La fibra de coco o su corteza son sus mejores camas, y se pueden usar ramas, rocas o piezas de corteza de corcho en su habitáculo para mantenerlas ocupadas escalando.
Es adecuado mantener una placa de calentamiento bajo parte del habitáculo de forma que puedan escoger la temperatura que prefieran o mantenerlas en una zona cálida. Las temperaturas deben ser de 27-35 °C durante el día y de no menos de 20 °C durante la noche, ya que expuestas a temperaturas inferiores se vuelven lentas, por lo tanto, cuanto mayor sea la temperatura, más activo será el insecto. No se necesita ninguna iluminación especial.
Las verduras frescas pueden formar la mayor parte de su dieta, y también puede ofrecérseles ocasionalmente comida desecada para perros, gatos o ratones. Para el agua, es adecuado colocar un pequeño contenedor vacío en su habitáculo y poner una esponja empapada en él. Así es como conseguirán su humedad. También es aceptable darles agua mediante comidas húmedas como verduras y frutas. Las naranjas son especialmente útiles para esto ya que no enmohecen tan fácilmente como otras frutas. No debe ofrecérseles ninguna clase de carne; no es una parte natural o necesaria de su dieta.